# Vercelli (tỉnh)
Vercelli (tiếng Ý: Provincia di Vercelli) là một tỉnh ở vùng Piemonte của Ý. Tỉnh lỵ là thành phố Vercelli.
Tỉnh này có diện tích 2.088 km², và tổng dân số là 176.829 (năm 2001). Có 86 đô thị trong tỉnh này (nguồn: Viện thống kê Ý Istat, xem ở đây Lưu trữ ngày 7 tháng 8 năm 2007 tại Wayback Machine).

## Các đô thị chính theo dân số
(31/5/2005)
| Đô thị           | Dân số |
| ---------------- | ------ |
| Vercelli         | 44.988 |
| Borgosesia       | 13.727 |
| Santhià          | 9.193  |
| Gattinara        | 8.494  |
| Crescentino      | 7.879  |
| Trino            | 7.799  |
| Varallo Sesia    | 7.422  |
| Serravalle Sesia | 5.058  |
| Cigliano         | 4.554  |
| Livorno Ferraris | 4.443  |
| Quarona          | 4.297  |
| Saluggia         | 4.129  |

## Sacro Monte di Varallo
Năm 2003, Sacro Monte di Varallo đã được UNESCO đưa vào danh sách di sản thế giới.

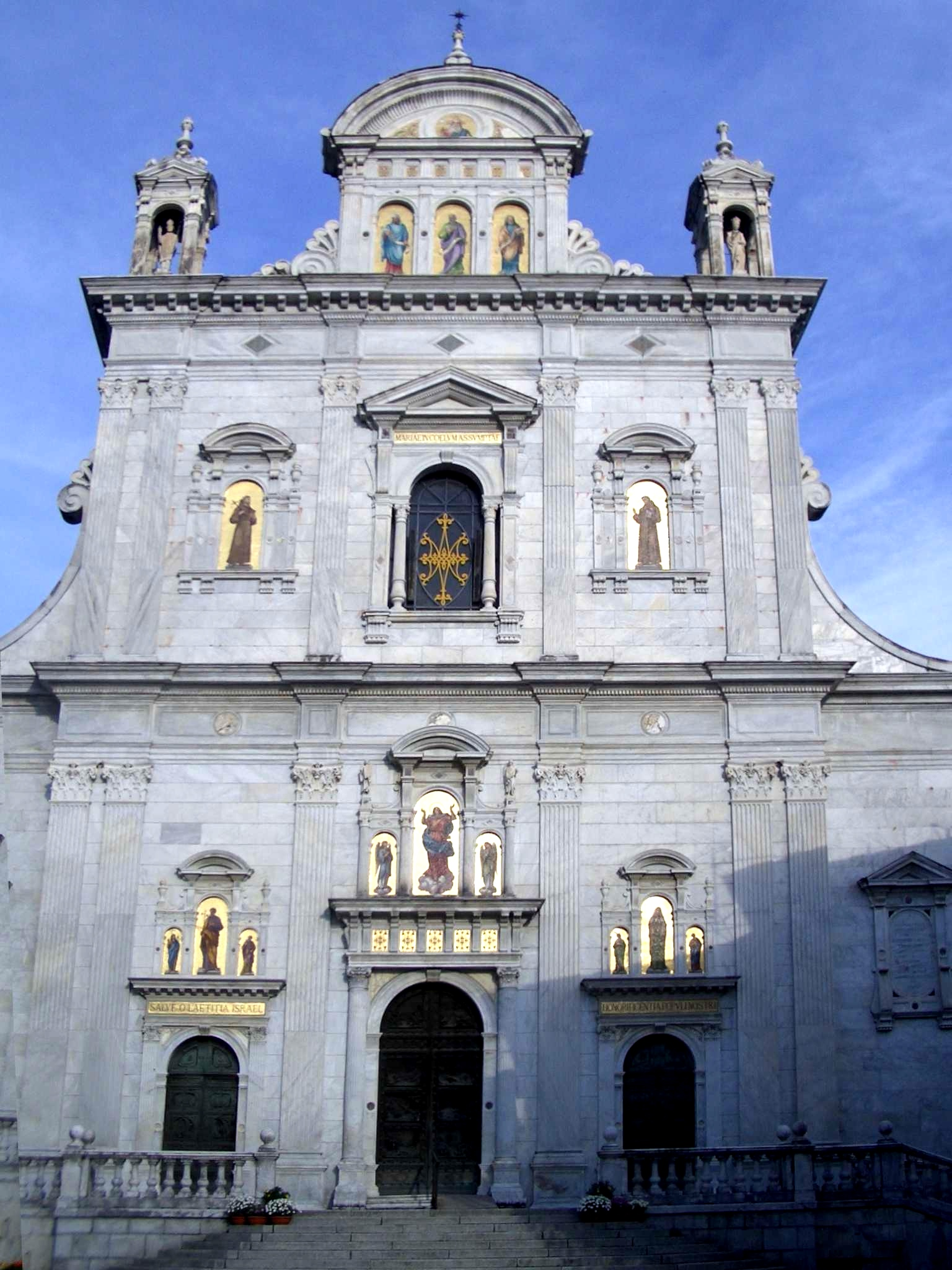
Sacro Monte di Varallo Mặt tiền của nhà thờ
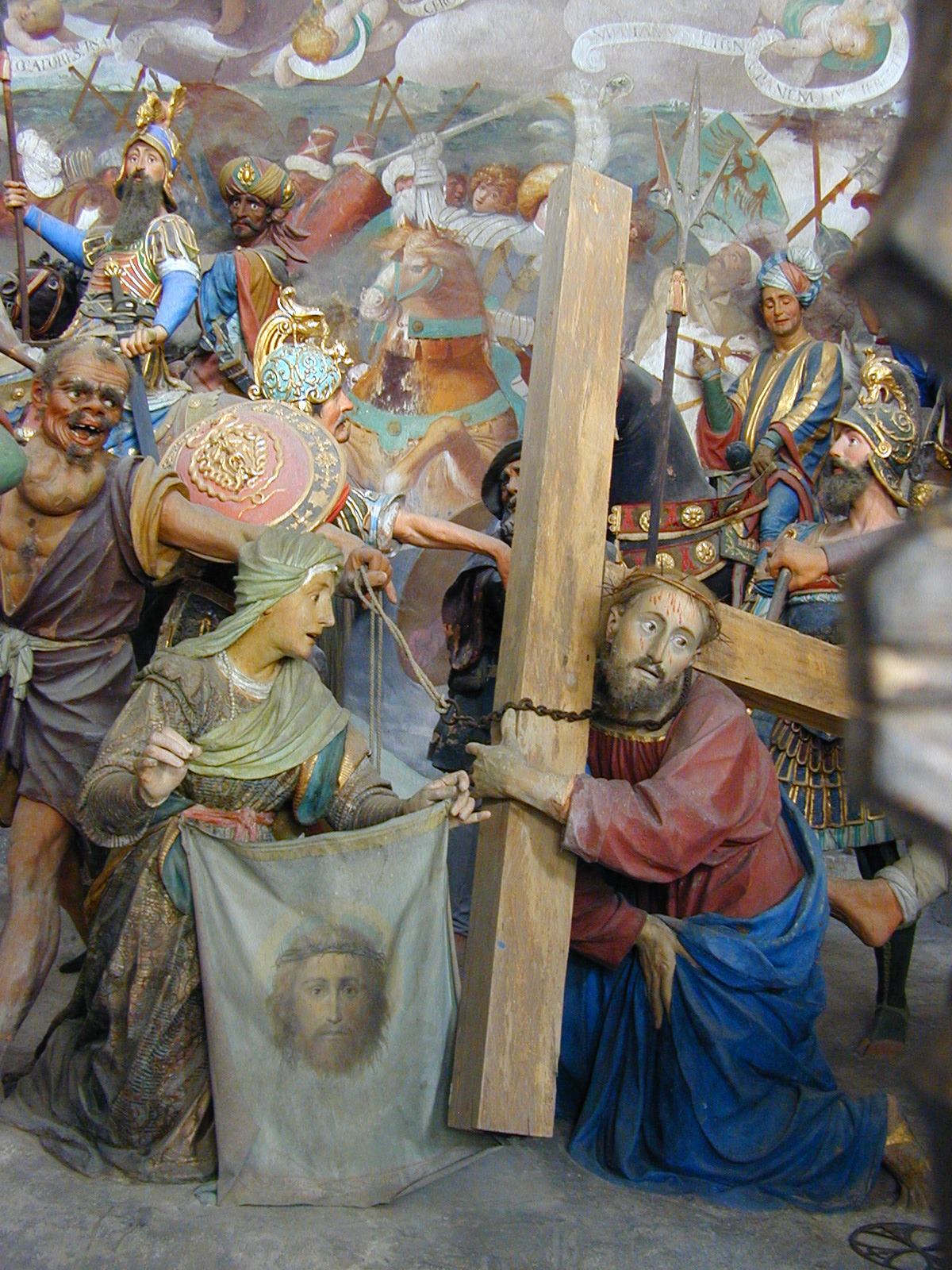
Sacro Monte di Varallo Tabacchetti and Giovanni d'Enrico, Đức Chúa trên đường đến Calvary, 1599-1600
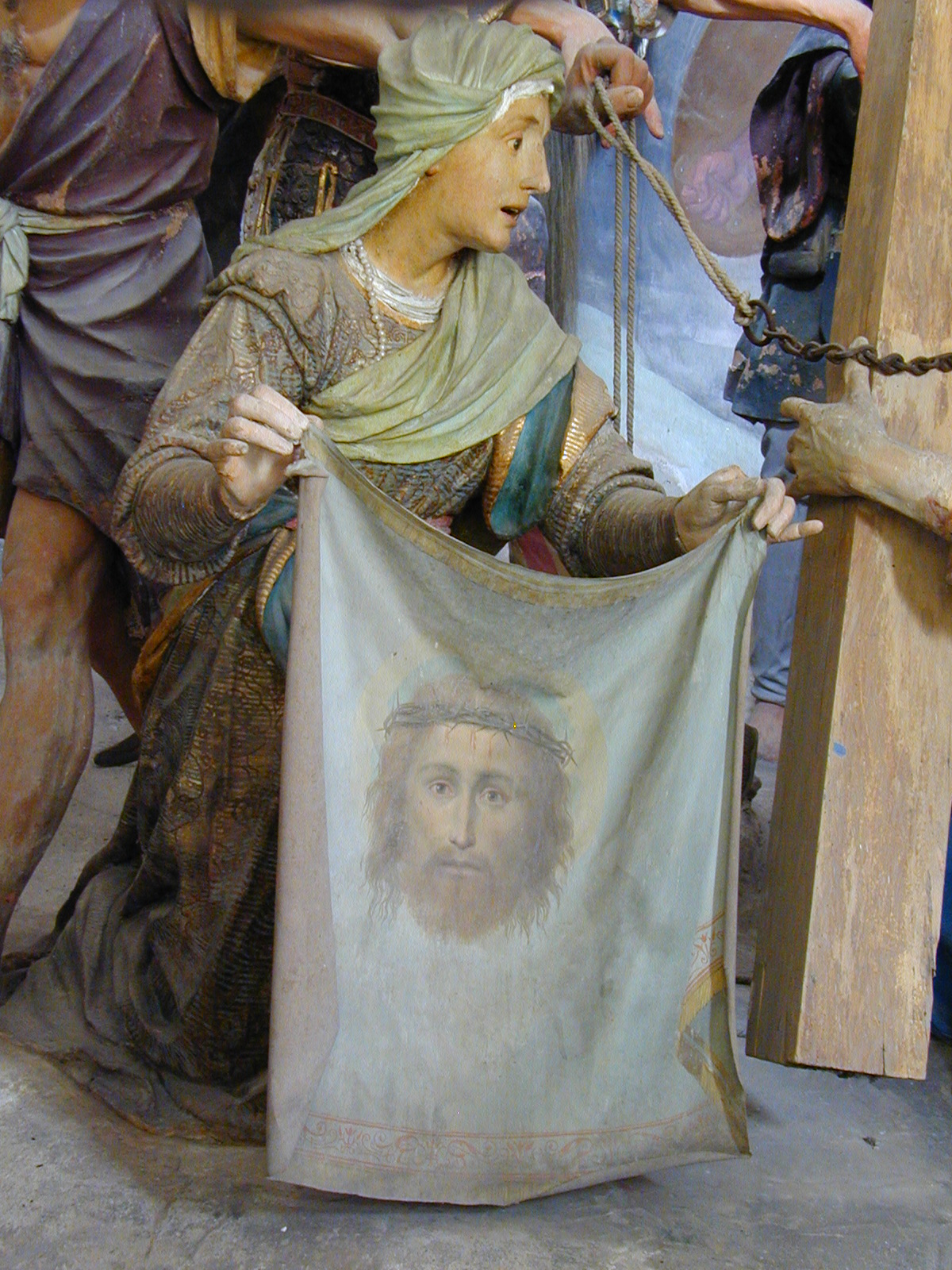
Sacro Monte di Varallo Tabacchetti and Giovanni d'Enrico, Đức Chúa trên đường đến Calvary (detail of Veronica), 1599-1600
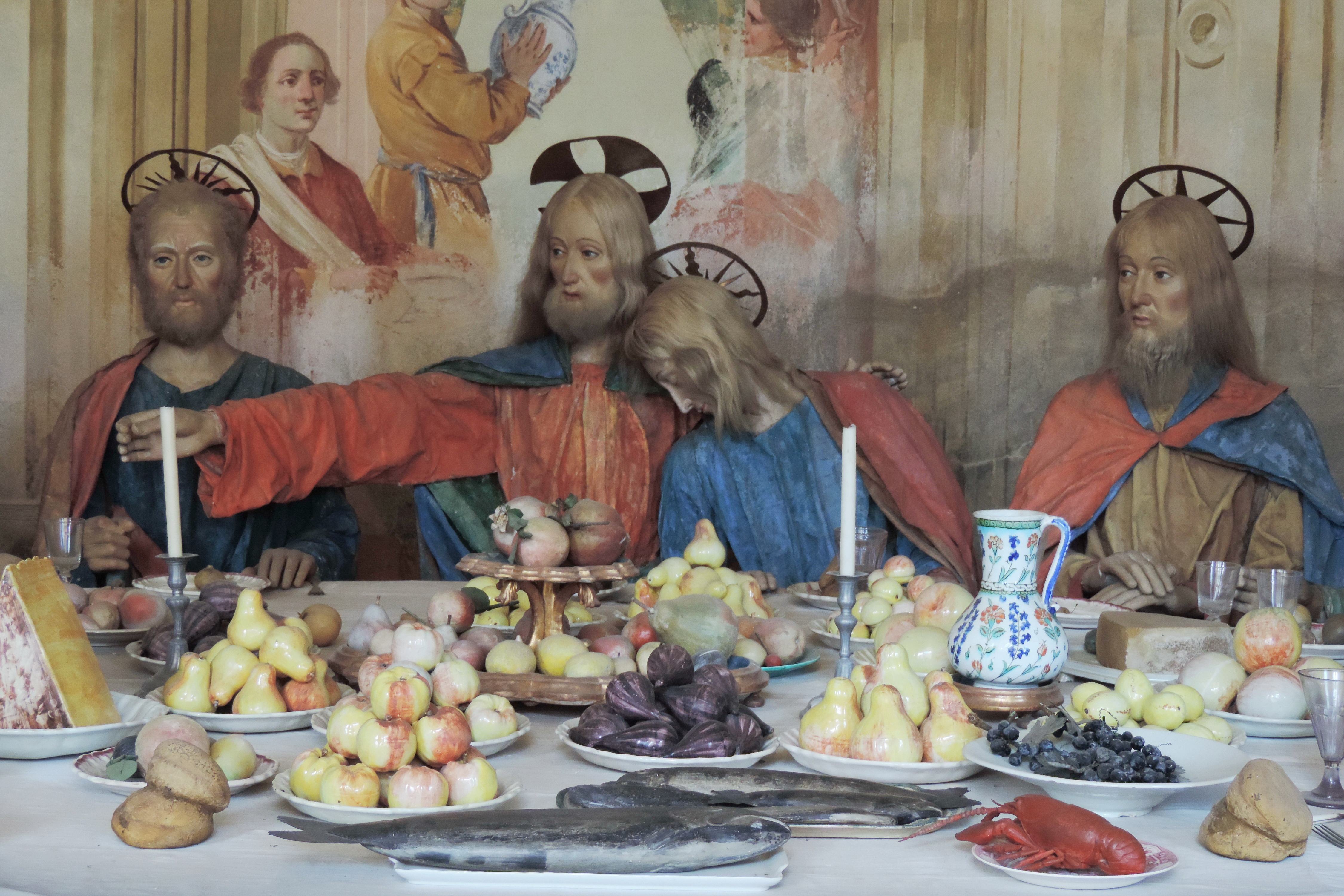
Sacro Monte di Varallo không rõ tác giả, Bữa tiệc nhẹ cuối cùng (chi tiết); tượng gỗ, khoảng 1500-05